# Batoche (Saskatchewan)
Pour les articles homonymes, voir Batoche.
Batoche, en Saskatchewan au Canada, est le site de la bataille de Batoche qui, en 1885 durant la Rébellion du Nord-Ouest, vit s'opposer les Métis de Louis Riel aux troupes canadiennes du major-général Frederick Middleton. La défaite métisse marqua la fin de la rébellion.
Le campement de Batoche, nommé d'après Xavier Letendre dit Batoche, fut construit en 1872 par des colons métis et comptait près de 500 âmes en 1885. Batoche fut déclaré lieu historique  national du Canada en 1923.

## Toponymie
Le nom de Batoche provient du surnom du fondateur de la localité, soit le Métis François-Xavier Letendre dit Batoche. Selon le Glossaire du parler français au Canada, batoche serait un dérivé du juron « bâptème ». 

## Géographie
Batoche est situé à 88 km au nord de Saskatoon sur la rive droite de la rivière Saskatchewan Sud. Il est accessible par la route 225 (en). Le parc historique comprend un terrain de 997 ha situé dans le municipalités rurales de Saint-Louis No 431 et de Duck Lake No 463 (en),.
Batoche est situé au niveau de la forêt-parc et le relief est en pente douce. Les forêts sont composées en majorité de peuplier faux-tremble (Populus tremuloides) accompagné de peuplier baumier (Populus balsamifera), de bouleau (Betula sp.) de cornouiller stolonifère (Cornus stolonifera). Les sous-bois sont occupés par le pissenlit (Taraxacum), le genévrier des Rocheuses (Juniperus scopulorum) et l'armoise de l'Ouest (Artemisia ludoviciana subsp. ludoviciana).
Les mammifères fréquentant la région sont le coyote (Canis latrans) et le cerf de Virginie (Odocoileus virginianus). On peut aussi y observer le spermophile (Spermophilus sp.) et le lapin (Sylvilagus sp.). Les oiseaux fréquentant le parc sont la buse à queue rousse (Buteo jamaicensis), le pélican d'Amérique (Pelecanus erythrorhynchos) et la mouette.